# María Gabriela Epumer
María Gabriela Epumer (Buenos Aires, 1 de agosto de 1963-30 de junio de 2003) fue una guitarrista, bajista y cantautora argentina. En más de veinte años de carrera, desde la década de 1980, Epumer integró las bandas Rouge, Viuda e Hijas de Roque Enroll, la Montecarlo Jazz Ensamble, Las Chicas y el dúo Maleta de Loca. Durante la década de 1990, y hasta su fallecimiento en 2003, paralelamente a su participación en la banda de Charly García, Epumer continuó con su carrera como solista  y con su banda propia llamada A1. Falleció en Buenos Aires, Argentina, a los 39 años por un paro cardiorrespiratorio.

## Niñez y juventud
María Gabriela Epumer nació en el barrio de Villa Devoto, Buenos Aires, Argentina, hija de Dora Carballo y Juan Carlos Epumer. Descendiente de la población indígena de la Argentina rankülche, fue bisnieta del lonko Epumer, hermana menor del guitarrista Lito Epumer y de Claudia Epumer. Desde generaciones atrás, su familia estuvo vinculada a la música: su abuelo, Juan Epumer, fue guitarrista del cantor Agustín Magaldi; su hermano Lito es guitarrista e integró las últimas formaciones de Spinetta Jade y Madre Atómica. También, su tía, Celeste Carballo, hermana menor de Dora, es una cantante reconocida en la Argentina.
Desde pequeña, María Gabriela mostró aptitudes musicales. Realizó cursos de piano y ballet, estudió en las escuelas de Olga y Clotilde Freire y luego se formó en danza contemporánea con Fredi Romero y Ana Itelman. A los diez años comenzó a estudiar guitarra con Jorge Stirikas,  profesor y compositor del Teatro Colón.

## Carrera

### 1978-1979: comienzos
Desde finales de la década de 1970, Epumer aprendió a tocar a la guitarra, practicó con una Gibson blanca, propiedad de David Lebón, reconocido guitarrista, compositor, y miembro de Serú Girán. Desde entonces, compuso algunas canciones con su amiga Claudia Sinesi y se juntaba con Pedro Aznar, reconocido bajista, compositor y miembro de Serú Girán, y su hermano Lito Epumer, a recrear canciones de Stevie Wonder, y a veces a zapar en el bar Jazz & Pop. Oficialmente, su carrera comenzó en 1980, con su participación en guitarra y coros en el disco Con los ojos cerrados, el debut como solista de la cantante María Rosa Yorio. Durante ese año también acompañó a Yorio en los shows de presentación en vivo del disco.

### 1980-1988: Viuda e Hijas de Roque Enroll
Su siguiente gran paso fue la banda femenina Rouge, que al tiempo de su formación se transformó en una banda argentina emblemática de los ochenta: Viuda e hijas de Roque Enroll, un hito de la historia del rock argentino por su fuerte concepción estética y política, expresada claramente en el humor e ironía de sus letras, su música y su imagen. Esta habría de ser formalmente la primera banda argentina de rock integrada por mujeres con un enorme éxito, María Gabriela tocaba la guitarra, componía y cantaba junto a Mavy Díaz, Claudia Sinesi tocaba el bajo, Claudia Rufinatti los teclados y Andrea Álvarez la batería. Entre 1983 y 1988 grabaron los discos Viuda e hijas de Roque Enroll, Ciudad Catrúnica (que vendió 200.000 copias) y Vale 4. Tuvo hits al nivel de «Bikini a lunares amarillos», «Lollipop», «La familia argentina» y «Solo nos quieren para eso».La banda se disuelve en 1988 por problemas con la discográfica.
Simultáneamente, fue músico invitada por Fito Páez para el disco Corazón Clandestino y por María Rosa Yorio, que la invitó a grabar una de sus canciones en el disco Puertos.

### 1989-1995: luego de Viudas

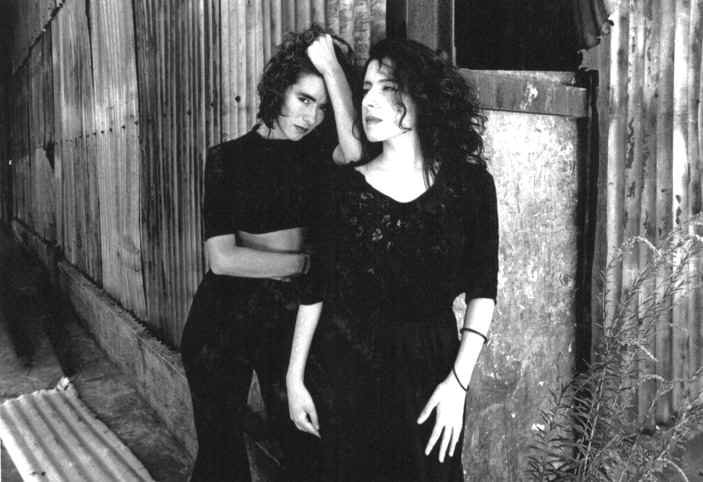
Maleta de Loca
Gabriela Epumer y Claudia Sinesi

En 1989, junto a Claudia Sinesi, arma Maleta de Loca y graban ese mismo año un disco homónimo (Maleta de loca), editado en vinilo y casete y empujado por el sencillo «Vení que no voy a estar». El lanzamiento se vio afectado por la crisis de hiperinflación de 1989-90 y tuvo muy poca repercusión comercial. A su vez también con Maleta acompañó al dúo que formaban Celeste Carballo y Sandra Mihanovich producen el tema «Amelia por los caminos», de Celeste, para el disco Mujer contra mujer (1990) que graba junto a Sandra, donde María Gabriela y Claudia forman parte de la banda que las acompañan en guitarras y bajo respectivamente.
Hacia 1992, María Gabriela Epumer realizó una destacada actuación en vivo como guitarrista cuando acompañó a Luis Alberto Spinetta en la presentación del disco Pelusón of milk y se incorporó a la banda de Celeste Carballo con quien grabó los discos Celeste en Buenos Aires y Chocolate inglés.
En 1993 retomó el proyecto de la banda femenina y creó Las Chicas junto a Laura Gómez Palma, Marcela Chediack y quienes eran los coros del grupo Los Twist, Floppy Bernaudo y Laura Casarino. Las Chicas tocaron como invitadas de Fito Páez en la presentación del disco El amor después del amor en el estadio de Vélez Sarsfield. Ese mismo año fue convocada por Charly García para formar parte de su banda estable.
Entre 1994 y 1995, grabó con Charly García los discos La hija de la lágrima, Estaba en llamas cuando me acosté y Hello! MTV Unplugged, un show grabado en Miami para la cadena MTV, durante una gira por Latinoamérica y Estados Unidos.
En 1995, conoció al guitarrista Robert Fripp, y tomó con él un seminario que dio lugar a varias presentaciones por la Argentina, junto a Los Gauchos Alemanes. Cuando terminaron la gira en Buenos Aires, el mismo Fripp subió al escenario para compartir el show de cierre. También ese año, se asocia con Fernando Samalea, el baterista de Charly, en un nuevo proyecto llamado Montecarlo Jazz Ensamble. Allí, más de cincuenta músicos argentinos de diferentes estilos graban dos volúmenes de un álbum con el mismo nombre a total beneficio de la Comunidad Aborigen Argentina. Muchos de los temas registrados fueron tocados, cantados y compuestos por María, productora del proyecto. A fines de año, Viuda e Hijas de Roque Enroll se reúnen para grabar un disco en vivo con sus clásicos temas, llamado Telón de crep.

### 1996-2003: carrera como solista y proyectos

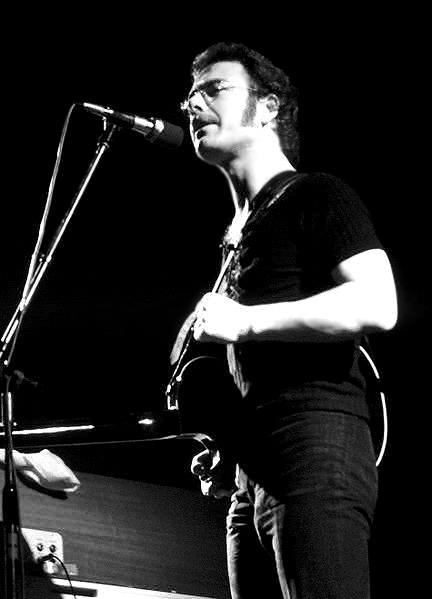
El legendario músico Robert Fripp ―con quien Epumer tomó un seminario que dio lugar a varias presentaciones por la Argentina―, compuso la canción instrumental «Introducción» en el segundo álbum solista de Epumer, Perfume.

Paralelamente a García, Epumer desarrolla una destacable carrera solista, formando la banda A1. Su primer disco fue Señorita Corazón, de sonido ecléctico, con influencias grunge y electrónicas. Matías Mango (teclados y coros), Miguel Bassi (bajo y coros), Demián Cantilo (batería y coros), Conse Soáres (percusión) y Eric Schermerhon (guitarra) la acompañaron en la primera etapa.
En 1996, paralelamente a A1 también estuvo de gira con Charly García por Porto Alegre (Brasil), Bogotá (Colombia), y Nueva York donde tocaron en el Lincoln Center, invitados por Mercedes Sosa. Ese mismo año graba en el álbum Say no More de Charly. 
Durante 1997, con A1 se dedicó a difundir el disco tocando en Capital e interior del país. La gira incluyó un recital en el festival Buenos Aires Vivo III, organizado por la Secretaría de Cultura de la Ciudad de Buenos Aires, ante unas 30 000 personas.
En 1998 comienza con la grabación del álbum El Aguante, de Charly García, en Miami, que fue presentado a fin de ese mismo año en el Estadio Obras de la ciudad de Buenos Aires, show que se repitió en el Festival Buenos Aires Vivo, el 27 de febrero de 1999, registrándose el pico más alto de concurrencia de las tres ediciones de este espectáculo (200.000 personas).
En 1999 participó en la película Peligro nuclear dirigida por Milos Twilight.
En mayo de 2000 sale a la venta la placa Perfume, que cuenta con numerosos artistas invitados como Fernando Samalea, Christian Basso, Robert Fripp, Charly García, Luis Alberto Spinetta, Claudia Sinesi, Richard Coleman, Francisco Bochatón, entre otros. La placa incluye cuatro covers, entre los que se destacan «Quiero estar entre tus cosas» de Daniel Melero (que cuenta con una introducción hecha por Robert Fripp) y «Ah, te vi entre las luces» de La Máquina de Hacer Pájaros, en la que participa Charly García en voces e instrumentación. La gira de presentación incluyó presentaciones en Estados Unidos, España (en el marco del festival Fémina Rock, junto a Aterciopelados, Julieta Venegas y Amaral), Brasil, Paraguay, Uruguay, Chile y Argentina, donde teloneó al grupo británico Blur en el Luna Park. También participó del festival Primavera Alternativa, el 21 de octubre de 2000 en el Club Hípico de Buenos Aires, compartiendo escenario con Sean Lennon y Sonic Youth. Ese mismo año editó sus dos discos (Señorita corazón y Perfume) para un sello independiente en Japón. Perfume fue editado en España por los sellos Subterfuge y Zona de Obras para coincidir con su gira por el país.
Ese año también participa de la vuelta del dúo Sui Géneris, tanto en los recitales en Argentina, Chile, Perú y Uruguay como en la grabación del disco Sinfonías para adolescentes. 
En enero de 2001 tocó en el Buenos Aires Hot Festival, en donde también se presentaron R.E.M., Beck, Oasis y Neil Young. En el mismo mes, se presentó en el Festival Argentina en vivo II (Alternativo), junto a las principales bandas locales. En junio se editó Si, álbum doble que reúne grabaciones de la gira de Sui Géneris.
En 2001 lanza Pocketpop, un EP de dos canciones («Despacio» y «Día de amor») y un track interactivo para jugar con la computadora. El EP fue presentado originalmente en una caja de betún en el formato mini-CD. Durante este año también grabó en el disco Influencia de Charly García y lo acompañó en la gira presentación por Latinoamérica, por el interior del país y en los distintos shows que ofreció Charly en Buenos Aires. 
En enero de 2003 edita de manera independiente el disco The Compilady, que compila los temas favoritos de Epumer en versiones remasterizadas, regrabadas, remixadas o en vivo. El track interactivo contiene seis de sus diez videoclips. En febrero de ese mismo año actuó en el Festival de Viña del Mar junto a Charly García, una de sus actuaciones más memorables.

### 2003: Fallecimiento
El 21 de junio de 2003, nueve días antes de su muerte, a Epumer le diagnosticaron «una gripe con secreción mucolítica». A partir de ese cuadro, una médica del servicio de emergencias Vital (del Hospital Francés) le recetó antibióticos y un broncodilatador, según consta en la historia clínica. Un día después, la homeópata de Epumer suspendió su tratamiento. Su estado no mejoró, por lo que el sábado 28 de junio la cantante fue a la guardia del Hospital Alemán con un cuadro más grave, donde otras dos médicas (una clínica y una radióloga) determinaron que solo se trataba de una gripe y la enviaron de vuelta a casa.
Al día siguiente (domingo 29 de junio), Epumer volvió al Hospital Alemán y fue atendida por el jefe del sector, quien le recomendó reposo en su casa, pero el lunes 30 Epumer fue internada en el Hospital Francés y (pese a realizarle tareas de reanimación) tuvo una falla cardíaca y falleció de un paro cardiorrespiratorio a los 39 años. La autopsia determinó que había sufrido un edema pulmonar. Por la causa fueron imputados los cuatro médicos que intervinieron en la atención de Epumer en las últimas horas de vida. Luego de ser sobreseídos, la Cámara del Crimen ordenó indagarlos a pedido de la querella.
Los restos de María Gabriela Epumer fueron inhumados dos días después, el miércoles 2 de julio de 2003, en el Cementerio de Chacarita de la Capital Federal. En el velatorio estuvieron presentes músicos que trabajaron con ella, como García, Spinetta, Mihanovich y Páez, así como algunos integrantes de Patricio Rey y sus Redonditos de Ricota, Fabián Von Quintiero y Miguel Zavaleta (el líder del grupo Suéter).

#### Homenajes
Desde su muerte, se han hecho varios shows homenaje. El sello PopArt Discos editó un simple con la versión del tema «Una sola cosa» (que fue hecho por Luis Alberto Spinetta en los tiempos de Privé) y un remix de «Mal rato». Los álbumes Rock and roll, yo (2003) de Charly García, Para los árboles (2003) de Luis Alberto Spinetta y Dormís? (2006) de Andrea Álvarez están dedicados a Epumer.
En 2006 Sony-BMG editó un compilado de temas de Señorita Corazón, Perfume y Una sola cosa llamado Homenaje a María Gabriela Epumer y seis años después, en el año 2012, Epumer quedó incluida en el puesto 51 de la lista de "Los mejores guitarristas argentinos" hecha por la revista Rolling Stone, de Argentina.
El 8 de marzo de 2017 un conjunto de fanes organizó un homenaje en el bar El Emergente de Buenos Aires, donde se expusieron retratos y sus discos y músicos y bandas que conocieron o fueron influenciados por Epumer tocaron canciones suyas.
El 1 de agosto de 2017, Charly García se expresó de la siguiente manera: "Pienso mucho en vos Maria Gabriela. Todavía en los shows me doy vuelta para buscar tu mirada cómplice. Ojalá tengan tocadiscos en el cielo. Random es mi humilde homenaje a la mejor guitarrista que existió".

## Discografía solista
Álbumes de estudio
- 1998: Señorita Corazón
- 2000: Perfume

Simples y EPs
- 2001: Pocketpop (EP)
- 2005: Una sola cosa (simple) - póstumo

Álbumes recopilatorios
- 2003: The compilady
- 2006: Homenaje a María Gabriela Epumer - póstumo

## Discografía de sus bandas
Viuda e Hijas de Roque Enroll
- 1984: Viuda e hijas de Roque Enroll
- 1985: Ciudad Catrúnica
- 1986: Vale cuatro
- 1995: Telón de crep

Maleta de Loca
- 1989: Maleta de loca

## Participaciones
| Con María Rosa Yorio - 1979: Con los ojos cerrados - 1986: Puertos Con Fito Páez - 1986: Corazón clandestino - 1992: El amor después del amor (con Las Chicas en la presentación del disco) Con Sandra Mihanovich y Celeste Carballo - 1990: Mujer contra Mujer Con Luis Alberto Spinetta - 1991: Pelusón of milk (presentación del disco) Con Celeste Carballo - 1991: Celeste en Buenos Aires - 1993: Chocolate inglés Con Montecarlo Jazz Ensamble - 1995: Volumen 1 - 1996: Volumen 2 | Con Charly García - 1992: Prix D'ami - 1994: La hija de la lágrima - 1995: Casandra Lange: estaba en llamas cuando me acosté - 1995: Hello! MTV unplugged - 1996: Say no more - 1997: Alta fidelidad - 1998: El Aguante - 1999: Demasiado ego - 1999: Charly & Charly (Charly & Charly, en Olivos) - 2002: Influencia Con Sui Generis - 2000: Sinfonías para adolescentes - 2001: Si Con Ulises Butrón - 1997: Viajero |